# Arkys walckenaeri
Arkys walckenaeri är en spindelart som beskrevs av Simon 1879. Arkys walckenaeri ingår i släktet Arkys och familjen hjulspindlar. Inga underarter finns listade i Catalogue of Life.